# Stratocumulus lenticularis

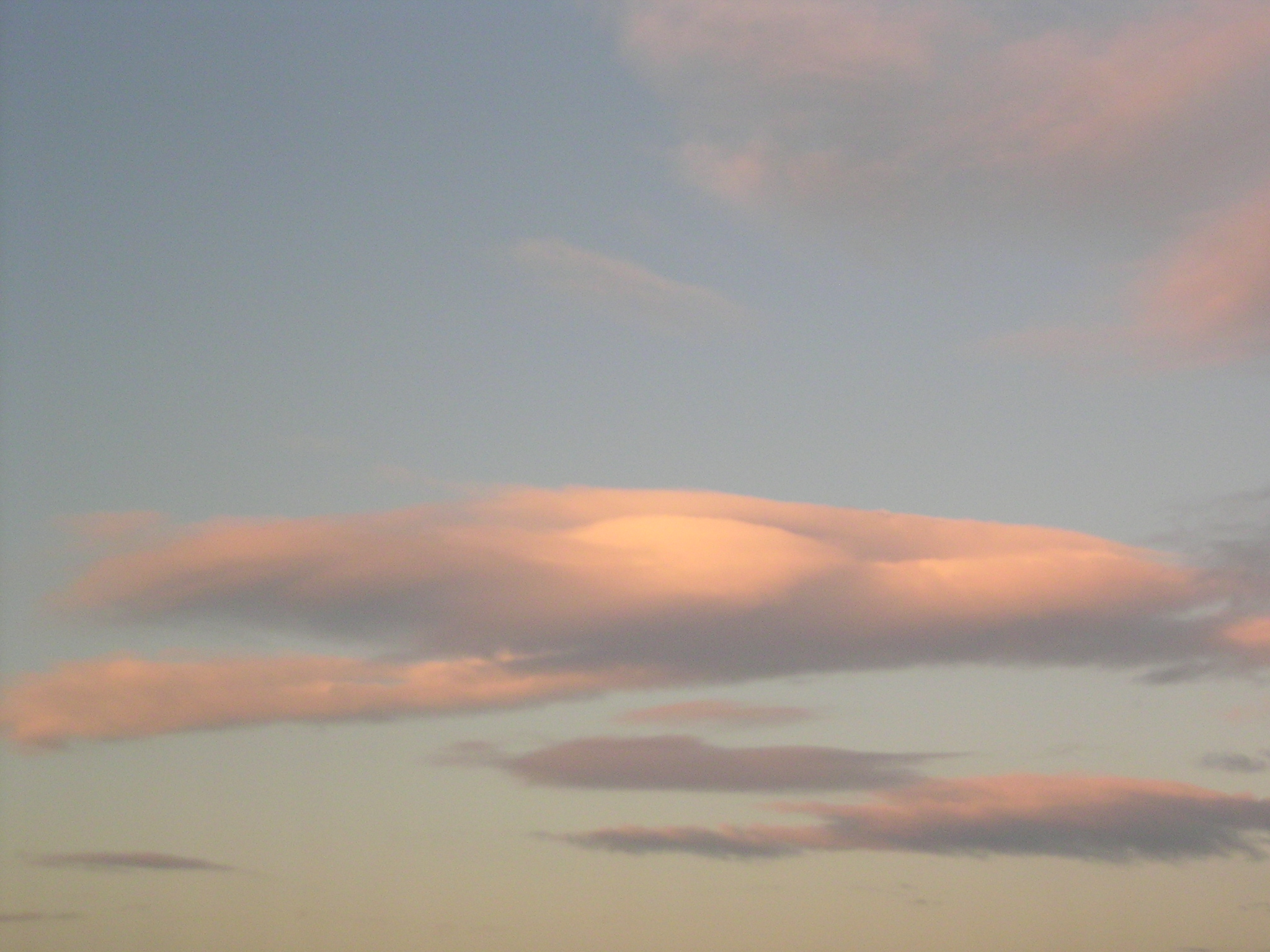
Stratocumulus lenticularis

Stratocumulus lenticularis (Sc len) – gatunek chmur Stratocumulus. Jest to jedna z rzadziej występujących chmur tego rodzaju. Powstaje, gdy wilgotne powietrze przepływa nad wzgórzami. Powstają wtedy gładkie, podłużne chmury w kształcie soczewek. Nie należy ich mylić z podobnymi Altocumulus lenticularis. Podobnie jak i one Stratocumulus lenticularis są zwiastunami frontu chłodnego. Nie dają opadów.